# Stejerișul Mare (Colții Corbului Mare)
Stejerișul Mare (Colții Corbului Mare) este o arie protejată de interes național ce corespunde categoriei a IV-a IUCN (rezervație naturală, tip botanic) situată în România, pe teritoriul administrativ al județului Brașov.

## Localizare
Aria naturală „Stejerișul Mare” este situată în nord-vestul Masivului Postăvarul (între acesta și Depresiunea Brașovului), în partea sud-vestică a municipiului Brașov, (în latura vestică a cartierului Șchei), pe culmea Stejerișul Mare, în imediata apropiere a drumului național DN1E, spre Poiana Brașov.

## Descriere
Rezervația naturală cu o suprafață de 16,30 hectare a fost declarată arie protejată prin Legea Nr.5 din 6 martie 2000 (privind aprobarea Planului de amenajare a teritoriului național - Secțiunea a III-a - zone protejate) și reprezintă o zonă montană cu floră și faună specifică grupei muntoase a Carpaților de Curbură. 
În arealul rezervației, în partea nordică a acesteia se află o formațiune (abrupt stâncos atribuit Jurasicului, numit Colții Corbului Mare) geologică calcaroasă de culoare alb-cenușie, ce are la bază depozite importante de grohotișuri, rezultate în urma mai multor procese de eroziune (îngheț-dezgheț, vânt, spălare, șiroire) desfășurate de-a lungul timpului.  

## Floră
Flora rezervației este una diversificată și prezintă o varietate vegetală bogată în specii arboricole și ierboase. 
Pădurile sunt constituite din arbori și arbusti cu specii de: fag (Fagus sylvatica), în asociere cu gorun (Quercus petraea), jugastru (Acer campestre) precum și tufărișuri cu specii de: alun (Corylus avellana), măceș (Rosa canina), păducel (Crataegus monogyna), corn (Cornus mas), sânger (Cornus sanguinea), curpen de pădure (Climatis vitalba) sau soc (Sambucus nigra).
La nivelul ierburilor sunt întâlnite specii vegetale rare (unele specifice stâncăriilor), printre care: piperul-lupului (Asarum europaeum), flămânzică (Draba nemerosa), clopoțelul de munte (Campanula carpatica), vinariță (Asperula odorata), steliță vânătă (Aster amellus), gălbinele (Lysimachia punctata), sânziene albe (Galium mollugo), dumbăț (Teucrium chamaedrys), sugărel (Teucrium montanum), strașnic (Asplenium thricomanes), coroniște (Coronilla varia), păiușul (Festuca cinerea), iarbă-mare (Achnatherum calamagrostis), alior (Euphorbia cyparissias), sclipeți (Potentilla erecta), albăstriță (Centaurea micranthos)., sipică (Scobiosa ochroleuca), brândușă de toamnă (Crocus banaticus) sau păștiță (Anemone nemerosa).

## Căi de acces
- Drumul național DN1E pe ruta: Brașov - Poiana Brașov, înainte de a ajunge în Poiană, în locul cunoscut de localnici sub denumirea de Belvedere, pe partea dreaptă a șoselei se află rezervația.
- Poteca turistică triunghi galben dinspre Brașov sau Poiana Brașov

## Monumente și atracții turistice

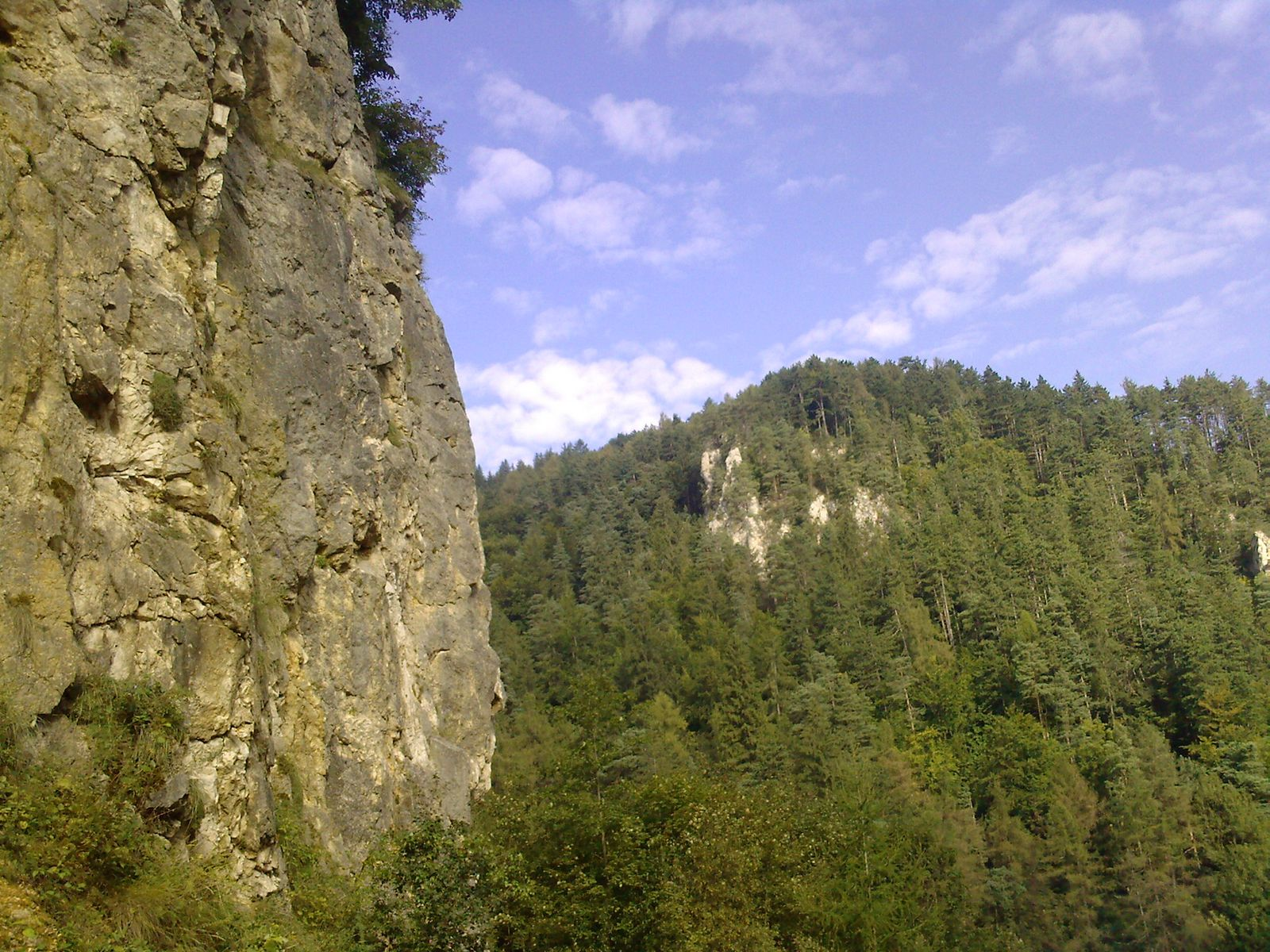
Pietrele lui Solomon

În vecinătatea rezervației naturale se află mai multe obiective de interes turistic (monumente istorice, lăcașuri de cult, arii naturale protejate sau zone de agrement), astfel:
- Biserica de lemn din stațiunea montană Poiana Brașov, ce poartă hramul „Sfântului Ioan”.
- Turnul Alb  construit între anii 1460 - 1494.
- Turnul Negru construit în secolul al XV-lea ca turn de observație a Cetății Brașovului.
- Muntele Tâmpa, arie naturală protejată (150 ha) aflată în partea sudică a municipiului Brașov, la baza căreia se află vestigiile istorice (turnuri de pază) Turnul Cuțitarilor și Turnul Cizmarilor.
- Pietrele lui Solomon, zonă turistică de agrement aflată în partea sud-vestică a cartierului Șcheii Brașovului (arie naturală cu formațiuni geologice megalitice, abrupturi calcaroase și cheiuri formate de apele pârâului Valea cu Apă. Aici se desfășoară în fiecare an, în prima duminică după Paști, serbarea câmpenească a Junilor Brașovului.